# こぐまちゃん
『こぐまちゃん』は、わかやまけん（若山憲）の絵でこぐま社から発行されている絵本シリーズである。主人公はこぐまちゃんで、友達にしろくまちゃんがいる。円・楕円や四角などを多く用いた、単純で明確な絵と子供に親しまれやすくわかりやすいストーリーが特徴である。
1970年に日本の子供たちがはじめて出会う絵本というコンセプトでこぐま社から刊行され、出版以来2021年11月時点で累計1000万部以上発行されているロングセラーである。2018年時点での発行部数（トーハン調べ）は『しろくまちゃんのほっとけーき』が297万部、『こぐまちゃんのみずあそび』が98万部、『こぐまちゃんとどうぶつえん』が98万部を記録している。

## 概要
著者はもりひさし（森比左志）、わだよしおみ（和田義臣）、わかやまけんの3人で、これにこぐま社の代表である佐藤英和を加えた4人が企画段階から共同で作った本である。作画はすべてわかやまによる。
1966年にこぐま社を創業した佐藤は、日本の作家が日本の生活習慣を踏まえて、日本の子どもたちのために描いた絵本を「幼い子どもが最初に出会う絵本」として出版したいと考えていた。刊行当時、日本にはまだ「赤ちゃん絵本」というジャンルが存在しなかったことから、2，3歳の子どもを想定し、内容もその年代の子どもの日常生活に沿ったものとしている。
なお、1994年に刊行された「はじめてのこぐまちゃん」シリーズはわかやまの単箸で、こぐまちゃんシリーズよりもさらに低年齢層向けの赤ちゃん版である。
主人公のこぐまちゃんはぬいぐるみのくまから着想して作られた。楕円で描かれた頭に、大きさの違う二つの楕円をつけて耳とする。耳は右耳が常に左より大きい。小さな目と鼻、ヘの字の口が顔の真ん中に小さくまとまっている。。顔のパーツのバランス等で表情がシンプルに表現されるほか、少数ながら泣いたり笑ったりする際に目の形が変わる場面もあり、表情があって記号とはいえない点でピクトグラム的なうさこちゃんとは異なるとの指摘がある。
シリーズは、通常の通常のCMYK4色によるオフセット印刷ではなく、色ごとにわけて印刷を重ねるリトグラフの手法で制作されている。色は、黒、青、グレー、黄緑、オレンジ、黄色の6色で、初版以来同じ印刷所でシリーズのために作った特別なインクを使っている。画家が色ごとに刷る箇所を指示した描き分け原画を作成しており、例えばホットケーキの表面の茶色は、グレーとオレンジを重ねて表現している。

## 刊行後の歩み
初版から50年を経過する中で、変更された点もある。
『しろくまちゃんのほっとけーき』に描かれた冷蔵庫は、刊行当時に一般的だった上部につまみのあるものから、1980年の第26刷以降、現代的なものに変更されている。
また、フライパンでホットケーキを焼く経過が並ぶ見開きは、初版は最後に次のホットケーキを作ることができるよう空になったフライパンを描いていたが、読んでいる子どもたちにはホットケーキが消えたと感じられることがわかったため、3刷で完成したホットケーキが皿に乗った絵に差し替えられている。さらに、最後の場面に描かれていた洗剤を使って「あわのほっとけーき」を作る場面は、合成洗剤の使用についての読者の意見に基づき実験した結果、再現には大量の洗剤を使う必要があること、子どもがこぐまちゃんを真似たがることを考慮して、第26刷以降は文章とともに変更されている。
2000年代以降、中国語、韓国語、ベトナム語などアジア圏で翻訳されている。
また、全盲の岩田美津子（「てんやく絵本　ふれあい文庫」）が制作した手作りの点訳絵本に『しろくまちゃんのほっとけーき』があったことを契機として、こぐま社は2002年に「点字つき絵本の出版と普及を考える会」の立ち上げに参加している。『しろくまちゃんのほっとけーき』は、視覚障害のある人でも触って楽しめる「てんじつきさわるえほん」の初期の1冊として2009年に製品化され、話題となった。2013年には『こぐまちゃんとどうぶつえん』もさわる絵本となっている。樹脂インクで点字と絵の形を表しており、作品本来の文章を点訳するほか、絵の状況説明が追加され、絵の部分についても、触れて分かるように変更・調整が加えられている。

## シリーズ作品

### 第1集
- 「こぐまちゃんおはよう」（1970年）
- 「こぐまちゃんとぼーる」（1970年）
- 「こぐまちゃんとどうぶつえん」（1970年）

### 第2集
- 「こぐまちゃんのうんてんしゅ」（1971年）
- 「こぐまちゃんのみずあそび」（1971年）
- 「こぐまちゃんいたいいたい」（1971年）

### 第3集
- 「こぐまちゃんとふうせん」（1972年）
- 「しろくまちゃんのほっとけーき」（1972年）
- 「こぐまちゃんありがとう」（1972年）

### 第4集
- 「こぐまちゃんのどろあそび」（1973年）
- 「しろくまちゃんぱんかいに」（1973年）
- 「こぐまちゃんおやすみ」（1973年）

### 別冊
- 「さよなら さんかく」（1977年）
- 「ひらいた ひらいた」（1977年）
- 「たんじょうびおめでとう」（1977年）

### はじめてのこぐまちゃん
ボードブックとして刊行されている。
- 「たのしいいちにち」（1994年）
- 「じどうしゃ」（1994年）
- 「どうぶつ」（1994年）